# 大巫岚乡
大巫岚乡是中国河北省秦皇岛市青龙满族自治县下辖的一个乡。

## 行政区划
大巫岚乡下辖大巫岚村、东汉沟村、西汉沟村、窑上村、窦家沟村、张家沟村、大狮子沟村、大院村、罗杖子村、干河子村、磨石沟村、蛤子汀村、和平庄村、核桃沟村、秦木沟村、陈台子村、雹神庙村、孙杖子村、张庄村、李杖子村、牡丹沟村、邢杖子村、翟杖子村、小狮子沟村、大于杖子村、铁炉沟村、苗杖子村。